# ジェファーソン郡 (ネブラスカ州)
座標: 北緯40度17分 西経97度15分 / 北緯40.283度 西経97.250度
ジェファーソン郡（ジェファーソンぐん、英: Jefferson County）は、アメリカ合衆国のネブラスカ州にある郡。2000年時点での人口は8,333人で、郡庁所在地はフェアベリー (Fairbury)。第3代アメリカ合衆国大統領のトーマス・ジェファーソンにちなんで名づけられた。
ネブラスカ州のナンバープレートで、ジェファーソン郡の車両は最初の数字が33になっている。これは1922年にナンバープレートの制度を確立した際、ジェファーソン郡の車両登録台数が州内の郡のなかで33番目に多かったからである。

## 地理
アメリカ合衆国国勢調査局によると、この郡は総面積1,491 km2 (576 mi2) である。このうち1,484 km2 (573 mi2)が陸地で、6 km2 (2 mi2) が海や湖などの水地域である。総面積のうち0.43%が水地域となっている。

### 隣接する郡
- サリン郡（北）
- ゲージ郡（東）
- ワシントン郡 (カンザス州)（南）
- リパブリック郡 (カンザス州)（南西）
- セイヤー郡（西）
- フィルモア郡（北西）

## 人口動静

2000年の時点での郡の人口ピラミッド

2000年の国勢調査によると、ジェファーソン郡には8,333人、3,527世帯、及び2,352家族が暮らしている。人口密度は6/km2 (14/mi2) で、3/km2 (7/mi2) の平均的な密度に3,942軒の住居が建っている。この郡の人種の構成は白人98.42%、黒人（アフリカ系アメリカ人）0.07%、先住民0.38%、アジア系0.17%、太平洋諸島系0.04%、その他の人種0.50%、及び混血0.42%で、1.31%の人々がヒスパニックまたはラテン系である。
ジェファーソン郡に住む3,527世帯のうち、28.00%は18歳未満の子どもと暮らしており、57.90%は夫婦で生活している。5.80%は未婚の女性が世帯主であり、33.30%は家族以外の住人と同居している。29.60%は独居で、全世帯の17.20%は65歳以上の独居老人世帯である。1世帯あたりの平均人数は2.32人であり、家庭の場合は2.85人である。
郡の住民は23.30%が18歳未満の子どもで、18歳以上24歳以下が6.10%、25歳以上44歳以下が23.70%、45歳以上64歳以下が24.30%、および65歳以上が22.70%となっている。平均年齢は43歳である。女性100人に対して男性は95.60人いて、18歳以上の女性100人に対しては男性は91.80人いる。
郡の世帯ごとの平均収入は32,629米ドルで、家族ごとでは40,747米ドルである。男性の26,929米ドルに対して女性は18,594米ドルの平均的な収入がある。この郡の一人当たりの収入 (per capita income) は18,380米ドルである。総人口の8.90%、家族の8.00%は貧困線以下である。18歳未満の子どもの10.20%及び65歳以上の8.70%は貧困線以下の生活を送っている。

## 都市および村
- デイキン (en:Daykin, Nebraska)
- ディラー (en:Diller, Nebraska)
- エンディコット (en:Endicott, Nebraska)
- フェアベリー (en:Fairbury, Nebraska)
- ハービン (en:Harbine, Nebraska)
- ジャンセン (en:Jansen, Nebraska)
- プリマス (en:Plymouth, Nebraska)
- レイノルズ (en:Reynolds, Nebraska)
- スティール・シティ (en:Steele City, Nebraska)